# Spherillo zonalis
Spherillo zonalis là một loài chân đều trong họ Armadillidae. Loài này được Nunomura miêu tả khoa học năm 1991.